# 4 грудня
4 грудня — 338-й день року (339-й у високосні роки) у григоріанському календарі. До кінця року залишається 27 днів.

## Свята і пам'ятні дні

### Національні
- Україна: День святої Варвари.
- Україна: День ракетних військ і артилерії.
- Мексика: День ремісників.
- Тонга: День конституції.
- Індія: День військово-морського флоту.

### Релігійні

#### Західне християнство
- Пам'ять святих Ади[en], Анно II, Бернарда дельї Уберті[en], Джованні Калабрія, Івана Дамаскина, Осмунда[en], Климента Александрійського, Маруфа Мартиропольського та Сиґірамнуса[en].

#### Східне християнство
- Пам'ять святої великомучениці Варвари та мучениці Юліанії;
- Пам'ять преподобних Івана Дамаскина та Івана Полівотського[1].

## Іменини
✝  Католицькі: Ада, Анно, Бернард, Джованні, Осмунд, Климент, Маруфа.
✙ Православні: Варвара, Уляна/Юлія, Іван, Ян.

## Події
- 771 — після смерті брата 27-літній Карл Великий став одноосібним правителем Франкського королівства.
- 1563 — завершився Тридентський собор Католицької Церкви, який з перервами засідав упродовж 18 років.
- 1581 — У Клагенфурті в новозбудованому будинку парламенту Каринтії вперше зібрався державний парламент.
- 1638 — після поразки козацького повстання під проводом Я. Остряниці і Д. Гуні козацька рада ухвалила в урочищі Маслів Став «Ординації Війська Запорізького реєстрового».
- 1674 — французькі єзуїти заснували місто Чикаго (тепер США).
- 1735 — будівля на Даунінг Стріт, 10 у Лондоні стала офіційною резиденцією британського прем'єр-міністра і має цей статус досі.
- 1791 — вийшов перший номер найстарішої недільної газети Британії Observer.
- 1808 — Наполеон скасував Інквізицію в Іспанії.
- 1861 — Громадянська війна в США: 109 електорів Конфедеративних Штатів Америки обрали Джефферсона Девіса на посаду Президента та Александера Стівенса на посаду Віце-Президента.
- 1864 — Громадянська війна в США, Марш Шермана до моря: союзна кавалерія перемогла конфедератів в битві під Вейнсборо.
- 1865 — Північна Кароліна ратифікувала тринадцяту поправку до Конституції США, зобовʼязуючи надати свободу всім рабам протягом двох тижнів.
- 1918 — президент США Вудро Вільсон відплив до Європи для участі у Версальській мирній конференції. Це перший випадок, коли найвища посадова особа Штатів виїхала за межі країни.
- 1938 — у Хусті відбувся І з'їзд «Карпатської Січі», воєнізованої організації, створеної на Закарпатті членами ОУН.
- 1939 — Президія Верховної Ради СРСР ухвалила указ про розмежування областей між УРСР і БРСР, за яким Україна втратила Берестейщину.
- 1939 — указом Президії Верховної Ради СРСР у складі УРСР були створені Львівська, Дрогобицька, Станіславська, Тернопільська, Волинська та Рівненська області.
- 1941 — у Москві підписано радянсько-польську декларацію про дружбу та взаємодопомогу, чим лондонський еміграційний уряд фактично визнав радянську окупацію Західної України та Західної Білорусі у вересні 1939 року.
- 1941 — у Семипалатинську (Казахстан) розпочав творчу діяльність евакуйований із Києва український академічний драматичний театр імені І.Франка.
- 1942 — Друга світова війна: Патруль Карлсона (частина битви за Гуадалканал) закінчився.
- 1963 — у Чернігові запустили першу чергу камвольно-суконного комбінату (тоді найбільшого в СРСР).
- 1977 — Жан-Бедель Бокасса, президент Центральноафриканської Республіки, коронував себе  як Імператор Бокасса I Центральноафриканської Імперії.
- 1979 — відкрита станція Київського метрополітену «Піонерська» (сучасна «Лісова»).
- 1982 — Китайська Народна Республіка прийняла нову конституцію, що діє й донині.
- 1987 — поновив роботу 3-й енергоблок Чорнобильської АЕС.
- 1987 — Рада Міністрів СРСР ухвалила постанову «Про обмеження прописки кримських татар у ряді населених пунктів Кримської області та Краснодарського краю».
- 1989 — Генеральна Асамблея ООН схвалила Міжнародну конвенцію про боротьбу з вербовкою, використанням, фінансуванням і навчанням найманців.
- 1989 — у Москві керівники Болгарії, Угорщини, НДР, Польщі та СРСР засудили введення їхніх військ до Чехословаччини в серпні 1968 р.
- 1991 — незалежність України визнали Литва і Латвія.
- 1991 — американська авіакомпанія Pan American World Airways завершила всі свої операції після 64 існування.
- 1992 — IV Всеукраїнський з'їзд Народного Руху України перетворив НРУ на політичну партію, а її головою обрав В'ячеслава Чорновола.
- 1995 — компанії Netscape і Sun у співробітництві ще з десятком софтверних вендорів анонсували створення мови програмування JavaScript, призначеної для перетворення традиційних статичних вебсторінок в динамічні інтерактивні документи, здатні більш повно задовольнити інтереси користувачів інтернету.
- 1996 — з мису Канаверал запущено автоматичну космічну станцію Mars Pathfinder, яка 4 червня 1997 року доправила на поверхню Марса спеціальний самохідний пристрій для збирання зразків марсіанського ґрунту.
- 1997 — в Оттаві 125 країн підписали Конвенцію про заборону застосування, накопичення запасів, виробництва і передачі протипіхотних мін і про їх знищення. Серед країн, що відмовилися підписати цей документ, були Китай, Росія, США.
- 2007 — головою Верховної Ради України обрали представника НУ-НС Арсенія Яценюка (перед тим — міністра закордонних справ України).
- 2014 — ісламістські бойовики влаштували серію терактів у місті Грозний (Чечня, Росія).

## Народились
Дивись також Категорія:Народились 4 грудня
- 34 — Персій, давньоримський поет, майстер сатури.
- 1713 — Гаспаро Ґоцці, італійський поет і літературний критик. Один з перших італійських журналістів. Старший брат драматурга Карло Ґоцці.
- 1795 — Томас Карлайл, англійський публіцист, історик, філософ.
- 1875 — Райнер Марія Рільке, видатний австрійський поет («Нові вірші», «Дуїнські елегії», «Сонети до Орфея»).
- 1892 — Франсіско Франко, іспанський генерал і політик, глава держави і верховний каудільйо Іспанії.
- 1897 — Марі Андріссен, нідерландський скульптор.
- 1898 — Степан Кожум'яка, український інженер-мостобудівник, автошляховик, філолог, публіцист, дисидент, громадський діяч.
- 1908 — Алфред Герші, американський біолог, лауреат Нобелівської премії з фізіології та медицини 1969 року («за відкриття, що стосуються механізму реплікації та генетичної структури вірусів»).
- 1913 — Роберт Адлер, американський винахідник, один з розробників телевізійного пульта дистанційного керування, автор великої кількості патентів.
- 1922 — Жерар Філіп, французький актор (знявся у фільмах «Фанфан Тюльпан», «Червоне й чорне», «Пармський монастир»).
- 1928 — Джеймс Ловелл, американський астронавт (1965, 1966, 1968, 1970), перша людина, яка облетіла Місяць («Аполлон-8», 1968).
- 1932 — Олег Тимошенко, український хоровий диригент, педагог, народний артист України, ректор Національної музичної академії України імені Петра Чайковського, президент Асоціації діячів музичної освіти та виховання.
- 1954 — Григорій Гладій, український кіноактор.
- 1963 — Сергій Бубка, український спортсмен, один із найвидатніших атлетів-стрибунів ХХ ст., багаторазовий чемпіон і рекордсмен світу, Європи, Олімпійських ігор.
- 1982 — Нік Вуйчич, мотиваційний тренер, людина без кінцівок.
- 1992 — Кім Сок Джин, південнокорейський співак та автор пісень.

## Померли
Дивись також Категорія:Померли 4 грудня
- 1131 — Омар Хаям, персько-таджицький поет, математик, філософ.
- 1679 — Томас Гоббс, англійський філософ.
- 1773 — Антон Лосенко, український живописець, педагог і культурний діяч, був одним із засновників так званої «історичної школи» в академічному малярстві Російської імперії.
- 1798 — Луїджі Гальвані, італійський фізик і фізіолог, один із засновників вчення про електрику.
- 1893 — Джон Тіндаль, видатний ірландський фізик, вперше детально дослідив розсіювання сонячного світла атмосферою, пояснив блакитний колір неба.
- 1900 — Вільгельм Лейбл, німецький художник-реаліст.
- 1902 — Федір Стравинський, український оперний співак. Батько видатного композитора Ігоря Федоровича Стравинського.
- 1926 — Івана Кобільца, словенська художниця.
- 1932 — Густав Майрінк, австрійський письменник-експресіоніст, драматург, перекладач, банкір. Найбільш відомий за романом «Ґолем».
- 1935 — Шарль Робер Ріше, французький фізіолог, лауреат Нобелівської премії з фізіології та медицини.
- 1976 
  - Бенджамін Бріттен, англійський композитор.
  - Томмі Болін, американський музикант.
- 1993 — Френк Заппа, американський рок-музикант.
- 2002 — Натарова Параска, найстаріша жителька Харкова й України померла на 117-му році життя. Ця жінка до останніх своїх днів вела активний спосіб життя. У свої 116 років вона була в здоровому розумі, лише погано бачила й пересувалася.
- 2011 — Адам Станіслав Ганушкевич, польський актор і театральний режисер.
- 2016 — Валентин Чемерис, радянський український гуморист, Заслужений працівник культури України.
- 2024 — Біргітта Шведська, шведська принцеса, сестра короля Карла XVI Густава.